# Baltisk mytologi
Baltisk mytologi är en term för de baltiska folkens gemensamma mytologi, som utgjorde dess ursprungliga religion och övergick till folklore efter kristendomens införande på medeltiden.
Baltisk mytologi var en underkategori till ursprunglig protoindoeuropeisk mytologi. Den indelas i sin tur i undergrupperna lettisk mytologi, litauisk mytologi och prusisk mytologi, men har gemensamma drag. 
Den baltiska mytologin var den indoeuropeiska mytologi som överlevde längst, då de baltiska folken var de indoeuropéer som kristnades sist: litauerna kristnades i slutet av 1300-talet. 